# Cenzura v Číně
Cenzura v Čínské lidové republice je nařízena vládnoucí Komunistickou stranou Číny (CCP). Jedná se o jeden z nejpřísnějších cenzurních režimů na světě.
Vláda cenzuruje obsah především z politických důvodů, například omezování politické opozice a potlačování událostí nepříznivých pro Komunistickou stranou Číny, jako jsou protesty na náměstí Nebeského klidu v roce 1989, demokratická hnutí v Číně, perzekuce Ujgurů v Číně, lidská práva v Tibetu, Fa-lun-kung, pro-demokratické protesty v Hongkongu a aspekty pandemie covidu-19. Od roku 2012, kdy se Si Ťin-pching stal generálním tajemníkem Komunistické strany Číny (de facto nejvyšší vůdce), byla cenzura “výrazně zintenzivněna”.